# Dusičnan stříbrný
Dusičnan stříbrný, nazývaný též lapis infernalis neboli pekelný kamínek, je sloučenina s chemickým vzorcem AgNO3. Tato stříbrná sůl kyseliny dusičné je fotosenzitivní přísadou fotografických filmů. Má korozivní vlastnosti. Je jednou ze dvou solí stříbra (druhou je fluorid stříbrný), které se rozpouštějí ve vodě. Rozpustné stříbrné soli jsou vysoce toxické pro bakterie a jiné nižší formy života.
Důležité je jeho využití v klasické fotografii, kde slouží dusičnan stříbrný k přípravě světlocitlivých sloučenin. Stříbrné ionty projevují velkou ochotu se nechat redukovat na šedočerné koloidní stříbro, proto je-li dusičnanem stříbrným kontaminován oděv nebo pokožka, vznikají špatně odstranitelné skvrny.

## Příprava
Dusičnan stříbrný lze připravit rozpuštěním kovového stříbra v kyselině dusičné za horka a následným odpařením roztoku. Reakce probíhá podle rovnice

3Ag (s) + 4HNO3 (aq) → 3AgNO3 (aq) + 2H2O (l) + NO (g).

## Využití

### Fotografie
Při výrobě fotografického filmu dusičnan stříbrný reaguje s halogenidem sodným či draselným za vzniku nerozpustného halogenidu stříbrného in situ ve fotografické želatině, která je poté nanesena na pásy fólie acetátu celulózy nebo polyesteru. Fotony ze slunečního světla, rentgenového záření či jiných zdrojů jsou schopny iniciovat chemickou řetězovou reakci, při níž foton, který zasáhne krystal halogenidu stříbrného, uvolní elektrony z iontové mřížky. Tyto volné elektrony se pohybují krystalem a usadí se ve strukturních poruchách. Ty pak přitahují kladné stříbrné kationty, jež jsou následně neutralizovány za vzniku shluků elementárního stříbra. Jedná se o takzvaný latentní obraz. Ten je pak možno pomocí vývojky přeměnit na obraz fotografický (U chloridů vzniká viditelný obraz i bez vývojky)[zdroj?].

### Výbušniny
Dusičnan stříbrný slouží jako výchozí sloučenina pro přípravu některých třaskavin, např. fulminátu, azidu či acetylidu stříbrného.

### Analytická chemie
Dusičnan stříbrný je používán jako titrační činidlo při argentometrii. AgNO3 není základní látkou, a proto se musí standardizovat. 

### Elektrochemie
Dusičnan stříbrný lze použít jako zdroj stříbrných iontů při přípravě roztoků k pokovování.

### Lékařství

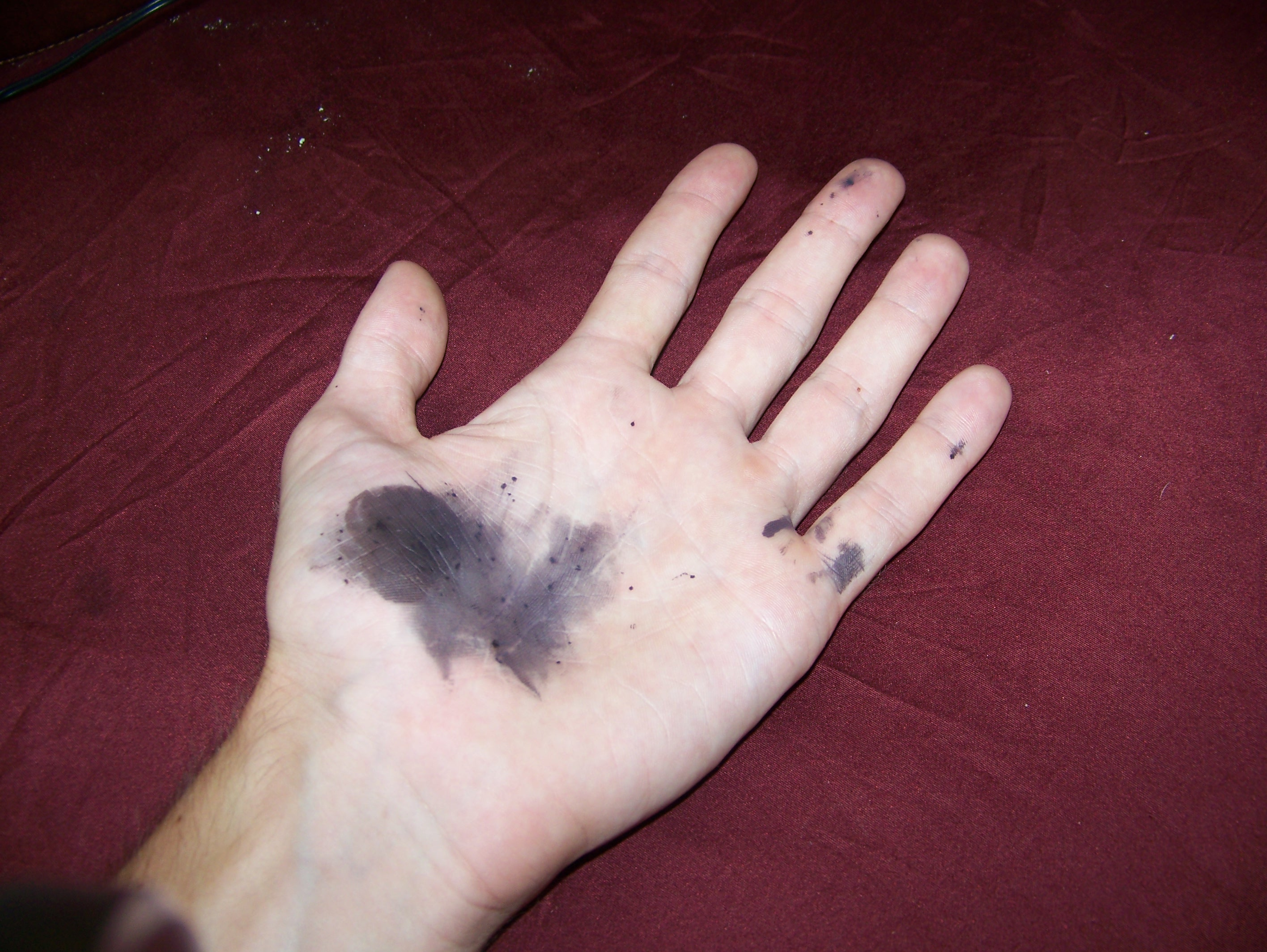
Kůže zbarvená působením dusičnanu stříbrného

Dusičnan stříbrný má antiseptické vlastnosti. Někde je dodnes jeho roztok kapán do očí novorozeňat k zábraně nákazy pohlavně přenosnými chorobami od infekční matky. Toto použití se však ukázalo jako nevhodné, protože může docházet ke vzniku toxické konjunktivitidy a navíc není dusičnan stříbrný v používané koncentraci dostatečně účinný proti chlamydiím a dalším mikrobům. Například jodovaný povidon je výrazně účinnější a současně je v očích lépe tolerován.
Bývá také používán jako prostředek k chemickému vypalování lézí a bradavic či k zástavě krvácení.[zdroj?]

### Biologie
V histologii a biochemii se dusičnan stříbrný používá jako prostředek k vybarvování stříbrem, sloužícímu k důkazu proteinů a nukleových kyselin.

### Sklářství
Ve směsi s okrem se používá k výrobě stříbrné glazury. Při výpalu v peci (560 °C) dochází k difúzi iontů do povrchové vrstvy skla. Po smytí okru zůstává na skle průzračné teple žluté zbarvení; odstín závisí na složení lazurovací směsi, ale hlavně na chemickém složení skloviny.

## Srážecí reakce
Pomocí dusičnanu stříbrného je možno zjistit přítomnost chloridových, bromidových či jodidových aniontů.
Nejprve je nutné okyselit AgNO3 přidáním kyseliny dusičné, čímž dosáhneme odstranění rušivých iontů, např. uhličitanů nebo siřičitanů. Tímto zamezíme vylučování siřičitanu či uhličitanu stříbrného a máme tak jistotu, že vyloučená sraženina je s velkou pravděpodobností halogenid stříbrný.
2H+(aq)+SO32−→SO2(g)+H2O(l)

2H+(aq)+CO32−→CO2(g)+H2O(l)

Po přidání AgNO3(aq) do roztoku halogenidu vzniká nerozpustná sraženina. 
Její barva umožňuje zjistit, jedná-li se o chlorid, bromid či jodid.
Ag+(aq)+Cl−(aq)→AgCl(s) bílá

Ag+(aq)+Br−(aq)→AgBr(s) světle žlutá

Ag+(aq)+I−(aq)→Agl(s) žlutá

Je-li AgCl nebo AgBr vystaven silnému světlu, postupně zešedne v důsledku fotolýzy (tvoří se elementární stříbro.)

## Toxicita
Stejně jako většina stříbrných solí, i dusičnan stříbrný je toxický. Jako první pomoc se často podává vaječný bílek či mléko, neboť obsahují velké množství bílkovin. Bílkoviny jsou schopné svými volnými karboxylovými či thioskupinami vázat stříbrné ionty a zabránit tak otravě.